# Italo Mannelli
Italo Mannelli (* 1933 in Florenz) ist ein italienischer experimenteller Elementarteilchenphysiker.
Mannelli studierte ab 1953 an der Scuola Normale Superiore (SNS) in Pisa und erhielt 1957 sein Diplom (Laurea) in Physik an der Universität Pisa und 1958 sein Lizenziatsdiplom an der SNS. Seit Ende 1957 forschte er als Professore incaricato am nationalen italienischen Institut für Kernforschung (Istituto Nazionale di Fisica Nucleare, INFN) in deren Ableger in Pisa. 1961 bis 1963 war er am Massachusetts Institute of Technology und dem Brookhaven National Laboratory. 1962 wurde er Assistent an der Universität Pisa und 1964 habilitierte er sich. 1968 wurde er Professor für Teilchenphysik an der Universität Pisa und 1971 bis 1975 leitete er die Sektion Pisa des INFN. Er war in dieser Funktion für das Labor in San Piero zuständig und außerdem 1976 bis 1979 Vizepräsident des INFN. Er war Präsident des Electronic Experiment Committee des CERN und im wissenschaftlichen Komitee zwischen den Forschungsinstituten Serpukhov und CERN. 1979 bis 1981 war er Forschungsdirektor am CERN und 1980 bis 1984 in dessen erweitertem wissenschaftlichen Rat und ab 1985 in deren Scientific Policy Commission, deren Präsident er 1988 bis 1990 war. Er war auch im externen Evaluierungskomitee des Large Hadron Collider am CERN. Mannelli war seit 1987 Professor an der Scuola Normale Superiore in Pisa. Inzwischen ist er Professor Emeritus.
Er untersuchte in den 1960er Jahren Paritätsverletzung und Zerfälle bei Hyperonen mit Blasenkammertechniken und am INFN in Frascati Polarisationseffekte bei Photoproduktion von Mesonen. In Brookhaven, am CERN und in Serpukhov untersuchte er Resonanzen und stellte systematische Untersuchungen über hochenergetische Pion-Proton Reaktionen an (auch mit Polarisation), mit Funkenkammern und später Kalorimetern. Am Intersecting Storage Ring (ISR) des CERN untersuchte er die Elektron-Positron-Paarerzeugung bei hohen Energien (12 GeV), inklusive Reaktionen neutraler Pionen bei hohen Impulsen und Erzeugung einzelner Photonen in Proton-Proton-Reaktionen und deren Korrelation mit Jets mit Hilfe von Argon-Kalorimetern.
Mannelli ist u. a. für seine Beteiligung an der direkten Beobachtung der CP-Verletzung im Kaon-System am SPS des CERN in den 2000er Jahren bekannt.
Er war Präsident der Kommission für Teilchenphysik der IUPAP. Er war auch im wissenschaftlichen Rat des DESY und der italienischen Weltraumagentur.
Er erhielt den Premio Enrico Fermi und 2007 den Panofsky-Preis. Er ist Mitglied der Accademia dei Lincei, deren Tartufari Preis er 2000 erhielt.